# Екатерина Ванкова
Екатерина Ванкова е българска певица. Името ѝ се превръща в легенда на шлагерната песен.

## Биография
Родена е на 28 юли 1915 г. в Кърджали, в семейството на Параскева и Кирил Ванкови. Със сестра си Лидия живее в Лом от 1920 до 1943 г. Ванкова завършва Народната смесена гимназия в Лом през 1934 г. Приета е в Музикалната консерватория и се дипломира през 1938 г. Дебютира с арията на Кармен от едноименната опера на Бизе. Става солистка в хора на Радио „София“. По това време се ражда и шлагерната песен. Втората световна война прекъсва успехите ѝ в операта и тя се отдава на шлагерната музика. Издава плочи в Германия, Италия, Швейцария и България. През 40-те години на 20 век песните ѝ звучат всеки ден по Радио „София“. По време на бомбардировките семейството ѝ е евакуирано в Лом. След войната е солистка в хор „Росна китка“ при Българското национално радио. Солистка е и в Българската хорова капела „Светослав Обретенов“. Работи с диригентите Светослав Обретенов, Димитър Русков и Димитър Робов. Концертира из цялата страна.
Умира през 1976 г. в София.

## Дискография

### Сингли на 78 об./м. (твърди плочи)
- 1935 – „Ти – пи – тинъ“/ „Всѣка пролѣть прѣминава“ (Орфей – 1222)[2]
- 1936 – „Срещата въ парка“/ „Недей пропуща дните“ (Орфей – 1235)[3]
- 1942 – „Не се шегувай съ женитѣ“ (Орфей – 1226)

### Малки плочи
- 1963 – „Керванът“/ „Две сълзи и една китара“ (SP, Балкантон – ВТК 2743)[4]
- 1965 – „Един е моят грях“ (SP, Балкантон ‎– ВТВ 10069)[5][6]
- 1965 – „Екатерина Ванкова-Коларова“ (ЕP, Балкантон ‎– 5711)[7][8]
- 1966 – „Изпълнения на Екатерина Ванкова-Коларова“ (ЕP, Балкантон ‎– 5721)[9][10]

## Памет
- През 1997 г. в Лом е създадена формацията за стари градски песни „Екатерина Ванкова“.[1][11]